# Економија
Економија је научна дисциплина која проучава основна правила понашања и економске законитости у привредним активностима. У свакој епохи развоја, економија проучава привредне активности, како друштво користи оскудне ресурсе ради производње добара и услуга и врши њихову расподелу међу члановима друштва. Економија је повезана и са другим наукама: социологијом, демографијом, политиком и другим.
Предмет изучавања економије је подељен на две главне области: микроекономију која проучава привредне субјекте (домаћинства и предузећа) са становишта трошкова производње, и макроекономију која се бави изучавањем појава и процеса као што су: инфлација, незапосленост, индустријска производња и економија државе.
Друге опште поделе економија обухватају су: позитивна економија, која описује „оно што је“, и нормативна економија, која заговара „оно што би требало да буде“; економска теорија и примењена економија; рационална и бихевиорална економија; као и подела на формална економија (која је у већој мери „ортодоксна“ и бави се везом „рационалности-индивидуализма-равнотеже“) и јеретичка економија (које је „радикалнија“ и бави се везом „институција-историје-друштвене структуре“).
Рационално коришћење ресурса у производно-услужним делатностима ствара многе производе и услуге. У развијеним земљама света пољопривреда ствара 2% домаћег аутпута, индустрија око 30%, а остатак су услуге, које укључују: банкарство, транспорт, забаву и културу, комуникације и информације, туризам и јавне услуге (одбрана, полиција, образовање и здравље). Услуге у овим земљама бележе најбржи раст аутпута и извоза. С друге стране, у неразвијеним земљама света пољопривреда ствара најзначајнији део домаћег аутпута, са највећим бројем становника и са најнижим приходима. Тако услуге у овим земљама бележе веома спор раст аутпута и извоза.
Може се закључити:
Економија проучава многе области и проблеме, развијајући теорије људског понашања у доношењу кључних одлука у коришћењу ограничених ресурса ради производње и расподеле вредних материјалних добара и услуга међу људима.
или
Економија је наука која проучава људско понашање као однос између циљева и оскудних средстава која су подобна за алтернативне употребе. Лајонел Робинс

## Етимологија
Данашњи назив економске науке који се са енглеског „economics” у српском језику преводи и као економија и као економика, потиче од грчке речи „оикономикос“ (οικονομικός). Ова реч је сложеница која повезује грчке речи „номос“ (νόμος), обичај, закон и „оикос“ (οικος), кућа, и изворно значи: закони управљања домаћинством. Верује се да ју је први пут употребио грчки мислилац Ксенофон (Ξενοφῶν, 427–355. п. н. е.) који је своју књигу која објашњава како успешно водити пољопривредно домаћинство назвао „Оикономикос“.

## Историјска генеза развоја економије
Економија је доживела дуги развојни пут, зависно од промена економске развијености и друштвених односа. Економска мисао започиње учењем античких филозофа Ксенофонта, Платона и Аристотела, а настављају је средњовековни сколастици и канонисти, од којих је најпознатији био свети Тома Аквински. Општа карактеристика тог раздобља био је нормативизам, о чему говоре ставови о трговини, камати, праведној цени итд., што је у вези са вредностима и циљевима, за разлику од позитивне економије која представља скуп синтетизованих знања о ономе што постоји у пракси – животу.
Први економски теоретичари били су меркантилисти (од 15. до 18. века), који су се залагали за позитиван платни биланс земље у међународној трговини, који би се остваривао уз снажну интервенцију државе.
На основу критике државног интервенционизма, меркантилисти су развили теорије економског либерализма у Француској (физиократи) и Енглеској (класичари).
Теорије економије су:
- Класична политичка економија;
- Неокласична политичка економија;
- Кејнсов модел;
- Монетаристичка теорија;
- Нова класична економија;
- Институционализам;
- Нови кејнзијанизам.

Енглески политички економиста Адам Смит је започео модерну економију као научну дисциплину преко своје књиге „Богатство народа“. Смит је у наведеној књизи закључио да појединци вођени "невидљивом руком" тржишта остварујући своје интересе уједно остварују и интересе друштва у целини. Смит је и одбацио меркантилистички захтев за ограничавањем трговине, тврдећи да је трговина корисна и да земље тргују на бази апсолутних предности („теорија апсолутних предности“). Смитов наследник Давид Рикардо је понудио своју теорију међународне трговине која се односи на компаративне предности земаља („теорија компаративних предности“).
Наслањајући се на радну теорију вредности економских класика, Карл Маркс уводи питање експлоатације радника у економији. Наиме, сматрајући да рад чини основу вредности неког производа, Маркс је закључио да вишак рада присваја капиталиста, а противно правима радника који су уложили свој рад у тај производ. Марксисти накнадно одбацују друге теорије вредности попут производне теорије вредности и групе субјективних теорија вредности.
Оснивачем Аустријске економске школе се сматра Карл Менгер који је познат по маргиналној теорији корисности. Ова теорија корисности спада у ред субјективних теорија вредности и супротна је производној теорији вредности коју су примењивали класици пре Менгера. Аустријска економска школа је најпознатија по примени методолошког индивидуализма који претпоставља посматрање индивидуе и њених акција, те примат дедукције над индукцијом у процесу закључивања. Тржиште се посматра као спонтани поредак (каталаксија). Познати представници аустријске школе економије су Фридрих Хајек, Лудвиг фон Мизес и Еуген фон Бем-Баверк. Неки сматрају да је и Јозеф Шумпетер припадао овој школи мишљења.

## Врсте тржишта
Као што је већ речено један од кључних задатака економије је да одговори на три питања (шта, како и за кога). Друштва имају различите економске системе који на различит начин одговарају на та питања.
Тако постоје друштва са наредбодавном економијом (планска економија) и друштва са тржишном економијом. У данашњем свету нити једно друштво није у потпуности усвојило један од ових система, већ је то мешавина између њих, па за сва та друштва каже да имају мешовите економије.
Тржишном економијом се сматра економија засновану на равнотежи понуде и потражње. Крајњи вид такве економије је либерално друштво у којем државни апарат нема утицаја на економију. Заговорници таквог друштва полазе од схватања да економија тежи ка равнотежи попут домена закона спојених посуда. Појам глобализације је уско везан за овакво схватање економије.
Заговорници планске економије сматрају да је економију могуће контролисати кроз државну интервенцију. Планска економија подразумева да постоји централни плански орган који ће доносити одлуке о целокупном економском систему. Оштру критику оваквом приступу економији изнела је Аустријска економска школа.

## Предмети изучавања економије
Економија као наука бави се разоткривањем, анализом и продубљивањем сазнања о економским законитостима и појавама у друштвеној производњи са становишта анализе односа производње (класична економска теорија), односно рационалности употребе ограничених ресурса и неограничених људских потреба. Анализа се врши на макро и микронивоу.
- Макроекономија потиче од грчких речи MAKΡΥΣ/macrys (велики) и ΟΙΚΟΝΟΜΙΑ (правила у раду газдинства), што значи да проучава економске агрегатне величине. Другим речима, бави се проучавањем проблема друштвене привреде, као целине, где се варијабле своде на мали број глобалних величина, тј. комплексних агрегатних величина.
- Микроекономија потиче од грчких речи ΜΙΚΡΟΣ/micros (мали) и ΟΙΚΟΝΟΜΙΑ (правила у раду газдинства), што би у преводу значило изучавање појединачних економских појава, величина и односа везаних за појединце и предузећа.

## Пракса
Савремена економија користи математику. Економисти се ослањају на алате калкулуса, линеарне алгебре, статистике, теорије игара, и информатике. Од професионалних економиста се очекује да буду упознати са тим алатима, мада се само мањи број њих специјализује у пољу економетрије и математичких метода.

### Теорија
Формална економска теорија се ослања на a priori квантитативне економске моделе, који захватају мноштво концепата. Теорија се типично базира на ceteris paribus претпоставци, што значи на држању константним свих променљивих осим разматране. При креирању теорија, циљ је да се нађу оне које немају повећане информационе захтеве, које производе прецизнија предвиђања, и које су пролиферне у генерисању резултата истраживања у односу на претходне теорије.
У микроекономији, главни концепти су понуда и потражња, маргинализам, теорија рационалног избора, опортунитетни трошак, буџетска ограничења, корисност, и теорија фирме. Рани макроекономски модели су били усредсређени на моделирање односа између агрегатних променљивих, међутим пошто се испоставило да се односи временом мењају макроекономисти, укључујући нове кејнзијанисте, су реформулисали своје моделе у облику микрофондација.
Горе поменути микроекономски концепти играју важну улогу у макроекономским моделима – на пример, у монетарној теорији, квантитативна теорија новца предвиђа да повећање новчане масе повишава инфлацију, и за инфлацију се сматра да је под утицајем рационалних очекивања. У економији развоја, спорији раст развијених нација је у неким случајевима био предвиђен због опадајућих маргиналних повраћаја на инвестиције и капитал, и та појава је уочена у случају четири азијска тигра. У неким случајевима економска хипотеза је само квалитативна, а не квантитативна.
Презентације економских разматрања често користе дводимензионалне графиконе за илустровање теоријских релација. На вишем нивоу уопштености, Пол Самјуелсонова расправа Фондације економске анализе (1947) је користила математичке методе за представљање теорија, посебно ради максимизовања бихевиоралних односа агенаса који досежу равнотежу. Књига има фокус на испитивању класе изјава званих операционо смислене теореме у економији, што су теореме које могу да буду оповргнуте емпиричким подацима.

### Емпиријска истраживања
Економске теорије се фреквентно емпиријски тестирају, углавном путем економетрије користећи економске податке. Контролисани експерименти који су уобичајени у физичким наукама су тешко изводиви и ретко се срећу у економији. Уместо тога широке групе података се опсервационо студирају; овај тип тестирања се типично сматра мање ригорозним од контролисаних експеримената, и закључци су типично у већој мери оквирни. Међутим, поље експерименталне економије је у порасту, и у све већој мери се користе природни експерименти.
Статистички методи, као што је регресиона анализа, се често користе. Практичари користе такве методе за процене величине, економског значаја, и статистичког значаја („јачине сигнала“) хипотетизованих релација и за подешавање нивоа буке других променљивих. Таквим средствима, хипотезе могу да буду прихваћене, мада до тога долази у пробабилистичном смислу, уместо извесности. Прихватање је зависно од оповргавајућих хипотеза тестовима преживљавања. Употреба широко прихваћених метода не производи увек коначне закључке, нити чак консензус по датом питању, имајући у виду различите тестове, сетове података, и претходна веровања.
Критике базиране на професионалним стандардима и нерепликабилности резултата служе као додатне провере против предрасуда, грешака, и прекомерне генерализације, мада је највећи део економских истраживања обележен као нерепликабилан, и престижни журнали су оптуживани да не омогућавају репликацију путем давања приступа коду и подацима. Попут коришћења теорија, употребе статистичких тестова су отворене за критичку анализу. Критички коментари економских публикација у престижним журналима попут American Economic Review су знатно опали у задњих 40 година. Овај тренд се делом приписује подстицајима журнала да се максимизује број цитација ради остваривања вишег ранга у индексу цитација друштвених наука (SSCI).
У примењеној економији, улазно-излазни модели који користе методе линеарног програмирања се веома често срећу. Велике количине података се обрађују путем рачунарских програма да би се анализирао импакт појединих смерница;  је један од добро познатих примера.
Експериментална економија промовише употребу научно контролисаних експеримената. Тиме је умањена дуго приметна дистинкција економије и природних наука, омогућавањем извођења директних тестова за оно што је раније прихватано у облику аксиома. У неким случајевима је утврђено да аксиоми нису били у потпуности коректни; на пример, игра ултиматума је показала да људи одбацују неједнаке понуде.
У бихевиоралној економији, психолог Данијел Канеман је добио Нобелову награду за економију 2002. године заједно са Верноном Смитом за њихово емпиријско откриће неколико когнитивних склоности и хеуристика. Слично емпиријско тестирање се врши у неуроекономији. Још један пример је претпоставка уско себичних преференција у моделу којим се тестира за себичне, алтруистичке, и кооперативне преференције. Те технике су подстакле неке ауторе да трврде да је економија „истинска наука“.

### Професија
Професионализација економије, изражена у виду пораста дипломских програма овог предмета, је била описана као „главни изазов економије од око 1900-их“. Већина већих универзитета и многи колеџи имају смер, школу, или департман у којем се академска звања додељују за овај предмет, било да је то у оквиру либералних уметности, пословних, или професионалних студија.
У приватном сектору, професионални економисти су запослени као консултанти, и у индустрији, укључујући банкарство и финансије. Економисти такође раде за разне владине департмане и агенције, на пример, за националну ризницу, централну банку или статистички биро.
Нобелова награда за економију је награда која се додељује економистима сваке године за изванредне интелектуалне доприносе пољу.